# DJ Subroc
Dingilizwe Dumile, conosciuto come DJ SubRoc, The Hip Hop Hendrix, The Grand Wizard o SpaceGodZilla (Londra, 3 agosto 1973 – New York, 23 aprile 1993), è stato un disc jockey e rapper statunitense.
Il suo primo gruppo, i KMD, era formato da lui, dal fratello Zev Love X e da Jade 1, poi conosciuto com Rodan, che fu in seguito rimpiazzato da Onyx the Birthstone Kid. La prima produzione del gruppo fu l'LP Mr. Hood, pubblicato per l'Elektra Records nel 1991. Nonostante nell'album le produzioni siano accreditate a nome KMD o Stimulated Dummies, le basi furono prodotte da SubRoc, che non figura come produttore perché, all'epoca, ancora minorenne. Dopo aver prodotto artisti come 3rd Bass, MF Grimm, Megalon aka Tommy Gunn, Kurious Jorge e Zev Love X (che in seguito sarebbe stato conosciuto come MF DOOM), morì tragicamente nel 1993, travolto da un'auto, mentre tentava di attraversare la Long Island Expressway. La sua morte fece arrestare la lavorazione di Black Bastards, il secondo album dei KMD, che fu pubblicato solo in seguito.